# Hotelstars Union
Hotelstars Union är en organisation för klassificering av hotell i Europa. Organisationen grundades i december 2009 av HOTREC tillsammans med branschorganisationerna för hotell i Nederländerna, Schweiz, Sverige, Tjeckien, Tyskland, Ungern och Österrike. Under 2011 anslöt sig även Estland, Lettland, Litauen och Luxemburg. Länderna har enats om att arbeta utifrån en gemensamt framtagen kriteriekatalog bestående av 270 kriterier som bygger på HOTREC’s 21 principer för hotellklassificering. 

## Fotnoter
1. ↑   ”http://www.hotelstars.eu/userfiles/files/German%20Hotel%20Classification%202010-2014_excl%20%20Logo.pdf” (pdf). Arkiverad från originalet den 24 september 2015. https://web.archive.org/web/20150924031403/http://www.hotelstars.eu/userfiles/files/German%20Hotel%20Classification%202010-2014_excl%20%20Logo.pdf. Läst 1 augusti 2012.
2. ↑  ”HOTREC’s 21 principer för gemensam hantering av nationella/regionala hotellklassificeringssystem i Europa” (pdf). Arkiverad från originalet den 8 december 2015. https://web.archive.org/web/20151208160546/http://www.hotelstars.eu/userfiles/files/se/downloads/HOTREC_principer_se.pdf. Läst 18 juli 2012.